# شین دونگ یوپ
شین دونگ-یوپ (کره‌ای: 신동엽؛ زادهٔ ۱۷ فوریه ۱۹۷۱) یک کمدین و مجری برنامه کمدی تلویزیونی اهل کره جنوبی است. او از مؤسسه هنر سئول فارغ‌التحصیل شد. او پس از حضور در برنامهٔ ورایتی اس‌بی‌اس Happy Saturday و سریال کمدی پسران و دختران ام‌بی‌سی محبوب شد.